# Crawlers – Angriff der Killerwürmer
Crawlers – Angriff der Killerwürmer (Originaltitel It Crawls Beneath/They Crawl Beneath) ist ein US-amerikanischer Tierhorrorfilm aus dem Jahr 2022 von Dale Fabrigar nach einem Drehbuch von Tricia Aurand.

## Handlung
Danny hat aufgrund seines gefährlichen Berufs als Polizist mal wieder einen heftigen Streit mit seiner Freundin Gwen, die sich im Zuge dessen von ihm trennt. Um weiteren Konfrontationen aus dem Weg zu gehen, beschließt er, erstmal zu seinem Onkel Bill auf dessen Farm zu ziehen. Tatsächlich findet Danny auf dem Lande seinen inneren Frieden. Allerdings zerstört ein heftiges Erdbeben die Idylle. Die beiden sind auf der entlegenen Farm vom Rest der Welt abgeschnitten. Daher beschließen sie, Bills altes Auto wieder zum Laufen zu bringen, um in die nächste Stadt zu gelangen.
Mit einem auch schon in die Jahre gekommenen Wagenheber heben sie das Auto an und führen erste Reparaturen durch. Zu ihrem Pech gibt es ein Nachbeben, in dessen Folge der Wagenheber nachgibt und das Auto auf beide Männer stürzt. Bill ist sofort tot, Dannys Beine werden unter dem schweren Fahrzeug eingeklemmt. Zu allem Übel gelangen durch die nun vorhandenen Erdrisse unheimliche, wurmartige Weichtiere an die Erdoberfläche. Die giftigen Würmer attackieren sofort Danny, der um sein Leben kämpfen muss. Währenddessen sorgt sich Gwen um ihren Freund, da sie schon lange nichts mehr von ihm gehört hat.

## Rezeption
„Eine minimalistische Mischung aus Survival- und Monsterfilm, die sich weitgehend auf einen Schauplatz beschränkt. Obwohl die angreifenden Würmer in den Fußstapfen von „Tremors“ visuell solide umgesetzt sind, erweist sich der Film als ideenarm und sehr öde.“

Auf Actionfreunde wird befunden, dass sich Hauptdarsteller Joseph Almani in seiner undankbaren Rolle des Danny gut schlägt. Bei der Darstellung der monströsen Würmer wird bemängelt, dass man sehr leicht erkennt, dass es sich nur um Handpuppen handelt. Über Parés Leistung wird geschrieben, dass er „solide abliefert“. Final erhält der Film 2 von 10 Punkten.
Jochen König vergleicht in seiner Filmreview auf Book Nerds den Film mit einem Kammerspiel, da überwiegend in Bills Garage gedreht wurde. Auch König ist mit der schauspielerischen Leistung von Almani einverstanden, kritisiert aber die von Paré und Eldridge. Final erhält der Film 6 von 15 Punkten.
Auf Rotten Tomatoes hat der Film aufgrund zu weniger Abstimmungen keine Wertung erhalten. In der Internet Movie Database hat der Film bei über 530 Stimmabgaben eine Wertung von 3,2 von 10,0 möglichen Sternen (Stand: Mai 2024).